# Margarita Trajanova
Margarita Trajanova (in bulgaro Маргарита Траянова?; Sofia, 17 marzo 1939 – Roma, 11 ottobre 2023) è stata una danzatrice bulgara.

## Biografia
Diplomatasi nel 1954 alla National School Of Dance Art (NUTI) di Sofia nella classe di Lily Beron, si diploma contemporaneamente al liceo musicale. A soli 15 anni viene ammessa all'Opera nazionale e Balletto della Bulgaria per poi perfezionarsi, insieme a Natalija Romanovna Makarova, a San Pietroburgo; in seguito, al fine di approfondire lo studio e la conoscenza della danza moderna, studia a Bruxelles con Maurice Béjart. Tra i docenti che hanno contribuito alla sua formazione tecnica ed artistica vi sono anche Natalija Dudinskaja, Konstantin Sergeev e Aleksandr Puškin, che fu maestro anche di Michail Baryšnikov e Rudol'f Nureev.
Danza per la prima volta Il lago dei cigni sul palcoscenico del teatro Mariinskij - precedentemente denominato, in epoca sovietica, Teatro Kirov (in onore di Sergej Kirov) - lo stesso sul quale, tra gli altri, aveva danzato Anna Pavlova. 
Margarita Trajanova diviene così la prima artista bulgara ospite a calcare le scene del famoso Teatro e tempio del Balletto.
Il duplice ruolo di Odette/Odile è il suo primo come interprete principale: Margarita ha solo 18 anni e ottiene la parte per una fortuita sinergia di combinazioni. Si era infatti ammalata la prima ballerina, ma Margarita conosce ogni passo, pertanto viene chiamata a sostituire l'infortunata. Si rivelerà una un'opportunità incredibile: la sua interpretazione ottiene innumerevoli consensi sia di pubblico che di critica. Successivamente danzerà il Lago ancora tantissime volte e nelle diverse versioni che lo animano, continuando ad amare con trasporto Odette/Odile così come fortemente ha amato indossare le vesti di Carmen, che ha avuto modo di interpretare quando danzava nella compagnia “Arabesque”. Come prima ballerina dell’Opera Nazionale di Sofia e sotto la direzione di Anastas Petrov (patriarca del balletto bulgaro), Asen Manolov (fondatore del Varna State Ballet) e di Feja Balabina ha interpretato con travolgente espressività e saldo tecnicismo i ruoli più ambiti del repertorio classico, ottenendo grandi riconoscimenti in tutto il mondo.

### Trasferimento in Italia
Ancora in piena attività come danzatrice, Margarita Trajanova viene invitata da Juan Corelli (nome d'arte del ballerino e coreografo spagnolo Plans Pares), all’Accademia Nazionale di Danza di Roma, per preparare una giovane danzatrice in vista del concorso di Varna; in seguito viene chiamata a tenere un corso di perfezionamento per insegnanti di tutt’Italia e in quell’occasione ha modo di farsi apprezzare anche sul piano metodologico e pedagogico. Ciò la porta a ricevere molti altri incarichi: Francia, Spagna, Austria, Cuba, Messico, Turchia, Grecia, Tunisia, Belgio, Germania, Svizzera, Russia.. la sua vena artistica e le sue competenze come docente della tecnica Vaganova le consentono di essere acclamata nei teatri d’Opera di tutto il mondo, anche come coreografa.
Decide di stabilirsi in Italia nel 1982, dove insegna anche presso la Scuola di ballo del Teatro dell’Opera di Roma divenendo anche maître della compagnia. Le sue competenze arricchiscono anche il Teatro San Carlo di Napoli, l’Arena di Verona, il Teatro Comunale di Bologna, il Teatro alla Scala di Milano. 
A 47 anni lascia le scene per dedicarsi esclusivamente all'insegnamento. Tra i suoi allievi Carla Fracci, Elisabetta Terabust, Raffaele Paganini, Julio Bocca. Nei primi anni del 2000 e, per diverse edizioni, rientra anche nella commissione esaminatrice di Amici di Maria De Filippi.

## Repertorio

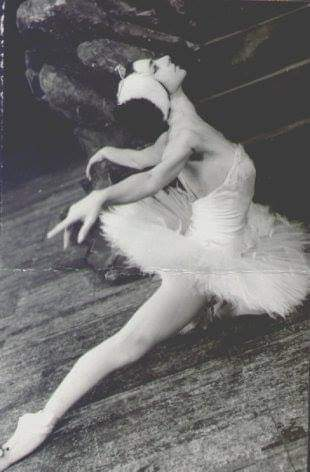
Margarita Trajanova a 18 anni nelle vesti di Odette

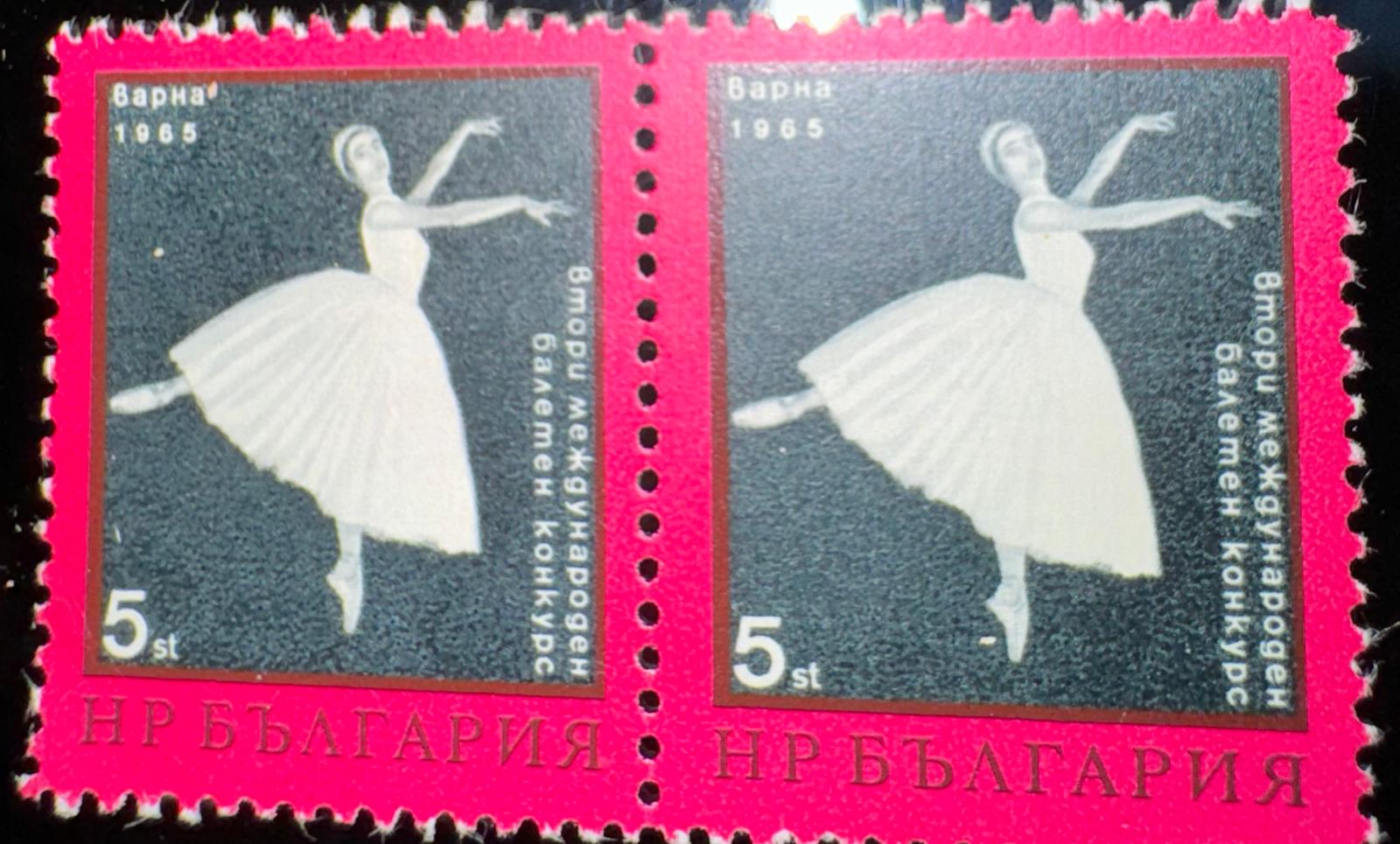
Francobollo ritraente Margarita Trajanova nelle vesti di Giselle

Tra gli innumerevoli titoli danzati in veste di prima ballerina, sia in ambito classico che in ambito contemporaneo, si ricordano:
- Lago dei cigni
- Don Quixote
- La Bella Addormentata
- Giselle
- Il cappello a tre punte
- Gayane
- Johanna La Papessa
- Carmen
- Carmina Burana
- Esmeralda
- Medea
- Apollon musagète
- Boléro
- Verdi
- Sinfonia classica

## Riconoscimenti

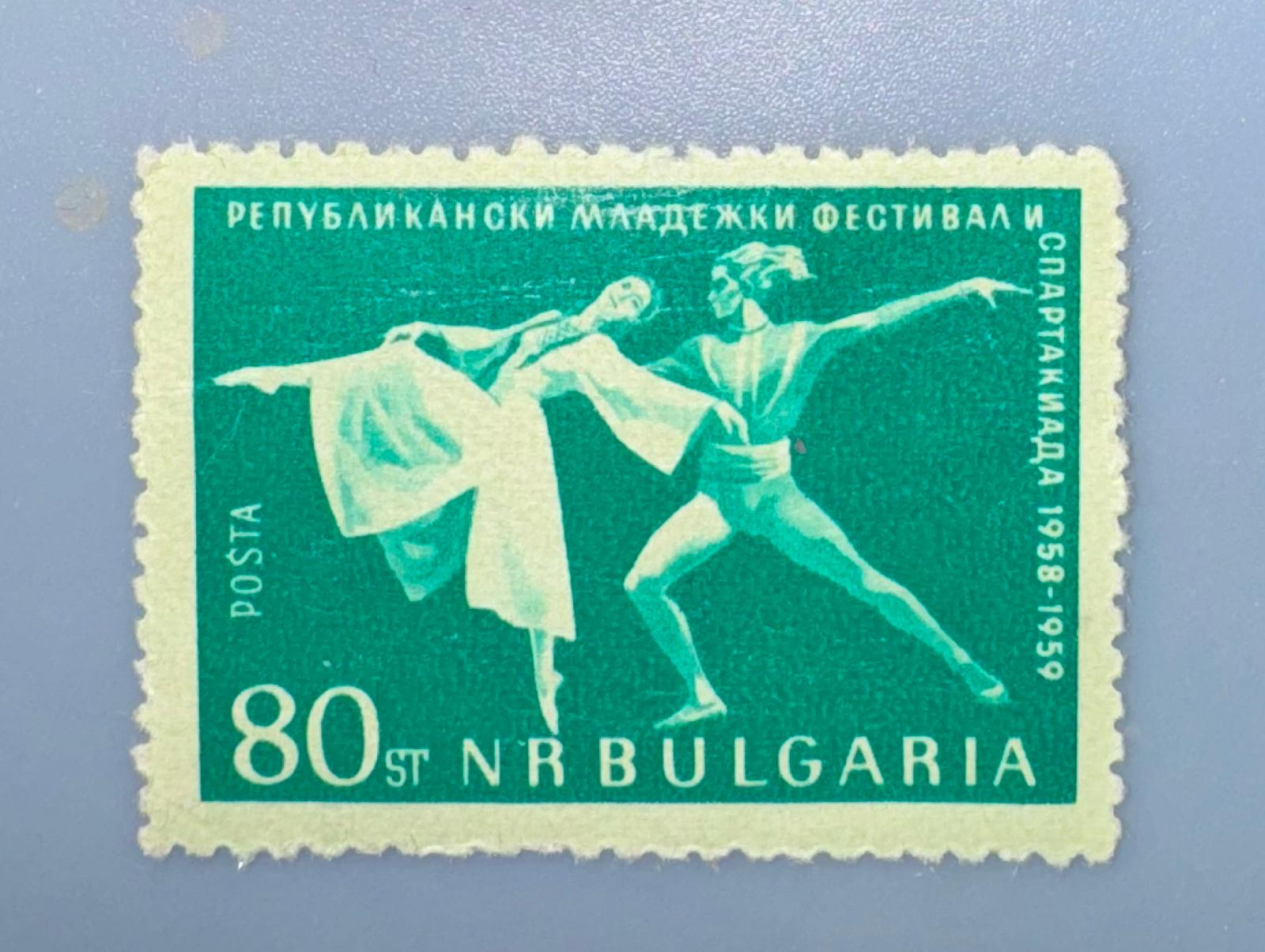
Francobollo ritraente Margarita Trajanova Artista Emerita

Tra i premi ottenuti da Margarita Trajanova si ricordano:
- Concorso internazionale di danza di Varna;
- Premio Italia Vercelli;
- Festival della gioventù di Vienna;
- Premio per la coreografia città di Torino;
- Premio internazionale di danza città di Reggio Calabria;
- San Ambrogio d'oro a Milano

## Onorificenze
In Bulgaria viene nominata "Artista Emerita", evento segnato anche dalla creazione di un francobollo da collezione che la ritrae con il suo partner in un balletto bulgaro.